# Mignovillard
Mignovillard ist eine französische Gemeinde im Département Jura in der Region Bourgogne-Franche-Comté.

## Gliederung
| Ortsteil                         | ehemaliger INSEE-Code | Fläche (km²) | Höhenlage (m) | Einwohnerzahl (2016) | Dichte (Einw. je km²) |
| -------------------------------- | --------------------- | ------------ | ------------- | -------------------- | --------------------- |
| Communailles-en-Montagne         | 39161                 | 04,01        | 770–888       | 052                  | 13,0                  |
| Mignovillard (Verwaltungssitz)00 | 39331                 | 49,81        | 799–1189      | 752                  | 15,1                  |

## Geographie
Mignovillard liegt auf 860 m, etwa 17 km ostnordöstlich der Stadt Champagnole (Luftlinie). Das Haufendorf erstreckt sich im Jura, auf einer ausgedehnten Hochfläche zwischen dem Val de Mièges und der Jurakette der Haute Joux.
Die Fläche des 53,82 km² großen Gemeindegebiets umfasst einen Abschnitt des französischen Juras. Der nördliche Teil des Gebietes wird von einer Hochfläche eingenommen, die durchschnittlich auf 860 m liegt. Sie weist nur sehr geringe Reliefunterschiede auf und ist hauptsächlich von Wies- und Weideland, im östlichen Teil überwiegend von Wald bedeckt. Im äußersten Westen sorgen die Bäche Ruisseau du Martinet und Ruisseau d’Essavilly für die Entwässerung zur Serpentine und damit zum Ain. Ansonsten besitzt das gesamte Hochplateau keine oberirdischen Fließgewässer, weil das Niederschlagswasser im verkarsteten Untergrund versickert. In einigen Mulden, welche durch Mergel- und Tonschichten abgedichtet sind, konnten sich Hochmoore und einzelne Moorweiher entwickeln. 
Nach Südosten steigt das Hochplateau allmählich an. Das Gemeindeareal erstreckt sich über die ausgedehnte Waldung der Forêt de Mignovillard (1105 m) bis auf die nordöstlichen Ausläufer des Kettensystems der Haute Joux. Dieses unwegsame Waldgegend zeigt verschiedene Karstphänomene wie beispielsweise Dolinen, abflusslose Senken, Karrenfelder und Höhlen. Die höchsten Erhebungen werden auf dem Crêt Mathiez Sarrazin (1174 m) und nahe dem Gipfel des Turchet (bis 1189 m) erreicht.
Zu Mignovillard gehören neben dem eigentlichen Ort auch verschiedene Dörfer, Weiler und Einzelhöfe, nämlich:
- Petit-Villard (881 m) auf dem Hochplateau östlich des Val de Mièges
- Froidefontaine (852 m) auf dem Hochplateau östlich des Val de Mièges
- Essavilly (860 m) auf dem Hochplateau nahe der Quelle des Ruisseau d’Essavilly
- Les Granges-du-Sillet (915 m) in einer Mulde in der Forêt de Mignovillard

Nachbargemeinden von Mignovillard sind Communailles-en-Montagne und Bief-du-Fourg im Norden, Bonnevaux, Vaux-et-Chantegrue und Remoray-Boujeons im Osten, Rondefontaine, Les Pontets und Cerniébaud im Süden sowie La Latette, Longcochon und Molpré im Westen.

## Geschichte
Erstmals urkundlich erwähnt wird Mignovillard im 13. Jahrhundert. Im Mittelalter gehörte der Ort zur Herrschaft Nozeroy. Im Jahr 1639 wurde das Dorf von Truppen des Herzogs Bernhard von Sachsen-Weimar gebrandschatzt. Zusammen mit der Franche-Comté gelangte Mignovillard mit dem Frieden von Nimwegen 1678 an Frankreich. Nachdem Mignovillard 1965 mit Petit-Villard fusioniert hatte, erhielt die neue Gemeinde den Namen Mignovillard-Petit-Villard. Seit der Eingemeindung von Essavilly und Froidefontaine im Jahr 1972 heißt die Großgemeinde wieder Mignovillard. Am 1. Januar 2016 wurde die Gemeinde Communailles-en-Montagne nach Mignovillard eingemeindet.
Am 9. Januar 2019 wurden nahe dem Ort Teile eines vom Radar verschwundenen und abgestürzten französischen Kampfflugzeugs Mirage 2000D entdeckt.

## Sehenswürdigkeiten
Die Pfarrkirche von Mignovillard wurde im 16. Jahrhundert im Stil der Spätgotik erbaut. Umbauten des Schiffs erfolgten im 18. Jahrhundert. Zur Ausstattung gehören Holzschnitzereien und Statuen aus dem 15. Jahrhundert. 
Ursprünglich aus dem 12. Jahrhundert stammt die Kirche von Froidefontaine, die im 17. Jahrhundert umgestaltet wurde. Das steinerne Wegkreuz von Froidefontaine wurde im 15. Jahrhundert errichtet. 
Bei Essavilly steht eine Kapelle aus dem 18. Jahrhundert, während die Kapelle von Petit-Villard aus dem 16. Jahrhundert stammt.

## Bevölkerung
Mit 882 Einwohnern (Stand 1. Januar 2022) gehört Mignovillard zu den kleinen Gemeinden des Département Jura. Nachdem die Einwohnerzahl in der ersten Hälfte des 20. Jahrhunderts deutlich abgenommen hatte, wurden seit Beginn der 1980er Jahre nur noch geringe Schwankungen verzeichnet.

### Bevölkerungsentwicklung
| Gemeinde                   | Einwohnerzahlen (Census) |      |      |      |      |      |      |      |      |      |      |
| Gemeinde                   | 1962                     | 1968 | 1975 | 1982 | 1990 | 1999 | 2006 | 2008 | 2011 | 2013 | 2016 |
| -------------------------- | ------------------------ | ---- | ---- | ---- | ---- | ---- | ---- | ---- | ---- | ---- | ---- |
| Communailles-en-Montagne00 | 57                       | 45   | 39   | 40   | 38   | 42   | 52   | 47   | 42   | 48   | 52   |
| Mignovillard               | 511                      | 529  | 715  | 662  | 654  | 649  | 640  | 611  | 619  | 743  | 752  |
| Mignovillard               | 568                      | 574  | 754  | 702  | 692  | 691  | 692  | 658  | 661  | 791  | 804  |
| Quelle: Cassini und INSEE  |                          |      |      |      |      |      |      |      |      |      |      |

Die (Gesamt-)Einwohnerzahlen der Gemeinde Mignovillard wurden durch Addition der bis Ende 2015 selbständige Gemeinde Communailles-en-Montagne ermittelt.

## Wirtschaft und Infrastruktur
Mignovillard war bis weit ins 20. Jahrhundert hinein ein vorwiegend durch die Landwirtschaft, insbesondere Milchwirtschaft und Viehzucht, sowie durch die Forstwirtschaft geprägtes Dorf. Daneben gibt es heute einige Betriebe des Kleingewerbes, darunter eine Sägerei und ein Unternehmen, das Uhrenzubehörteile herstellt. Einige Erwerbstätige sind auch Wegpendler, die in den größeren Ortschaften der Umgebung ihrer Arbeit nachgehen.
Im Winter profitiert Mignovillard vom Tourismus, wenn auf dem Hochplateau Skilanglauf betrieben werden kann.
Die Ortschaft liegt abseits der größeren Durchgangsstraßen an einer Departementsstraße, die von Nozeroy nach Bonnevaux führt. Weitere Straßenverbindungen bestehen mit Bief-du-Fourg, Fraroz und Mouthe.